# 오타 주리아
오타 주리아(일본어: 大田ジュリア, 라틴어: Julia Ota) 또는 성녀 줄리아(聖女 - , 영어: Saintess Julia)는 아즈치모모야마 시대에 일본으로 납치된 조선인 기리시탄이다. 생몰년도는 뚜렷하지 않다. 다만 임진왜란 무렵 어린이였으므로 1580년 이후 출생으로 추측된다.

## 생애
임진왜란 당시 평양 부근에서 일본군에게 납치되었으며, 부모는 전투 중 사망·살해 또는 자살한 것으로 보인다. 또 인질로 잡힌 양반의 딸이라는 설도 있으나, 실명이나 가계 등은 전혀 알려져 있지 않다. 줄리아는 천주교회 세례명이며, 조선인으로서의 본명은 전해지지 않는다.
기독교를 믿는 다이묘로서 임진왜란에 참가했던 고니시 유키나가에게 맡겨져 양녀로 입양된다. 고니시 부인의 지극한 교육을 받았으며, 특히 약초에 조예가 깊었다고 한다. 당시 절세미인으로서 이름이 높았다. 양부인 고니시가 세키가하라 전투에서 서군으로 참전하여 패배, 이시다 미쓰나리와 더불어 교토 로쿠죠가와라에서 참수당한 뒤에 오타아의 미모와 재능을 알아본 도쿠가와 이에야스가 슨푸 성의 대전으로 불러들여 이에야스의 총애를 받는 시녀가 되었다. 밤에는 매일 기도를 하고, 성서를 가까이 하여 다른 시녀들과 가신들에게 신앙을 전파했다고 한다.
막부의 기독교 탄압 정책에 따라 배교를 강요받았으나, 이를 거부하고 정식 측실이 되라는 도쿠가와 이에야스의 권고에도 난색을 표하여 1612년(일본 연호 게이초 17년) 금교령에 따라 슨푸에서 쫓겨나 이즈오오시마, 하치조 섬, 니이지마 섬, 고즈지마 섬 등을 옮겨다니며 유배 생활을 했다. 가는 곳마다 기독교를 전파하고 병자를 간호하고 다른 유형수들을 격려하는 등 사회선교를 하였다고 한다. 3번씩 유배 처분을 받은 뒤 죄를 사면해 주는 조건으로 이에야스의 수청을 제의받으나 다시 거절하였으며, 니지마섬에서는 슨푸 시대의 동료 시녀들인 루치아와 클라라 등과 다시 만나 일종의 수도생활에 들어갔다고 한다.
오타의 말년 행적에 대한 기록은 뚜렷하지 않지만, 1950년 고즈 섬의 향토사학자인 야마시타 겐이치로라는 사람이 고즈 섬에 있는 유래 불명의 공양탑을 오타아의 묘라고 주장하면서부터 매년 5월 한·일양국의 로마 가톨릭 교회 신자들을 중심으로 오타아의 위령제가 열리면서 일종의 관광지가 되었다. 하지만 예수회 선교사인 프란시스코 파체코 신부가 1622년 2월 15일에 쓴 편지에 따르면, 오타아는 코즈지마 섬을 빠져나와 오사카로 옮겨가 프란체스코 신부의 도움을 받았으며, 그 후 오사카에서 다시 나가사키로 이주했다는 내용이 발견되면서 줄리아 고즈 섬 사망설은 부정되었다. 슨푸 시대에는 등롱(일본식 조명등)을 만들게 하여 명상을 했다고 전해지며, 오타아가 쓴 등롱은 기리시탄 등롱으로 불린다. 이 등롱은 현재 시즈오카시에 있는 정토종계 사찰인 호다이인(宝台院)에 보관되어 있다.

## 문학작품
오타에 대한 평전으로는 《성녀 줄리아》(원제:三彩의 女人,모리 노리코 저)가 있는데, 1984년 홍성사에서 번역하여 펴냈다.

## 같이 보기
- 쥬리아와 도꾸가와 이에야스 - 대한민국에서 제작된 이성구 감독의 1973년 영화
- 빈센트 권
- 그레고리오 세스페데스
- 프란치스코 하비에르
- 안토니오 코레아(안토니오 꼬레아)
- 일본 로마가톨릭의 역사